# Праснишська операція
Праснишська операція (нім. Schlacht um Przasnysz) — серія боїв між німецькою та російською арміями за утримання важливого вузла комунікацій у польському місті Прасниш на Східному фронті за часів Першої світової війни.

## Історія

### Передумови
Після боїв кампанії 1914 року російські війська зайняли позиції перед укріпленою оборонною лінією німців по річці Ангерапп і Мазурським озерам. Оборону на цьому напряму утримувала 10-та російська армія, що мала 15 піхотних дивізій проти 8 німецьких. По лівому берегу Вісли після запеклих боїв 1-ша, 2-га і 5-та російські армії (33 піхотні дивізії) займали позиції за річками Бзура та Равка. Їм на цій ділянці фронту протистояла 9-та німецька армія (25 піхотних дивізій). Південніше, між річками Пілиця і Вісла, розташовувалися 4-та і 9-та російські армії (17 піхотних дивізій), що мали перед собою війська 4-ї австро-угорської армії (17 дивізій). 4-та армія забезпечувала лівий фланг Північно-Західного фронту.
Російське вище командування взимку 1915 року визначило своїм військам завдання — опанувати Східною Пруссією. Основний удар намічалося нанести з фронту Пултуськ, Остроленка в напрямку Сольдау, Ортельсбург, у фланг 10-ї німецької армії, що обороняла східні рубежі Пруссії. Для цієї мети була сформована нова, 12-та армія генерала Плеве. Почати операцію передбачалося після повного зосередження 12-ї армії, 28 лютого.
Німецьке командування було поінформоване про план російської Ставки. Користуючись перевагою у швидкості перегрупувань, воно вирішило випередити свого противника і намітило нанесення контрудару з метою охоплення російського фронту та опанування ініціативою у кампанії 1915 року.
До початку Праснишської операції німці мали наступні сили: армійська група генерала Гальвица у складі корпусів генералів Цастрова, Діхгута, 1-го резервного корпусу, 1-ї гвардійської резервної дивізії, частин 20-го армійського корпусу, ландштурму і 2 кавалерійських дивізій. В армійській групі Гальвица було потужне угруповання важкої артилерії. На початковому етапі в операції з російського боку взяли участь війська 1-ї армії: 1-й Туркестанський, 27-й і 19-й армійські корпуси, кінний корпус генерала Орановского, кінна група генерала Ерделі та інші кавалерійські частини.
У лютому 1915 року німці несподівано для росіян розпочали наступальну операцію проти 10-ї російської армії, наслідком якої стало не тільки зрив запланованого наступу у Східну Пруссію, який готувався російським командуванням, а й відступ військ 10-ї армії з зайнятих рубежів та позицій. Натомість, формування 10-ї армії були оточені німцями в Августівських лісах і рештки 20-го російського корпусу капітулювали в цьому районі. У зв'язку з різкою зміною обстановки, запланована операція на Праснишському напрямку набула особливого значення.

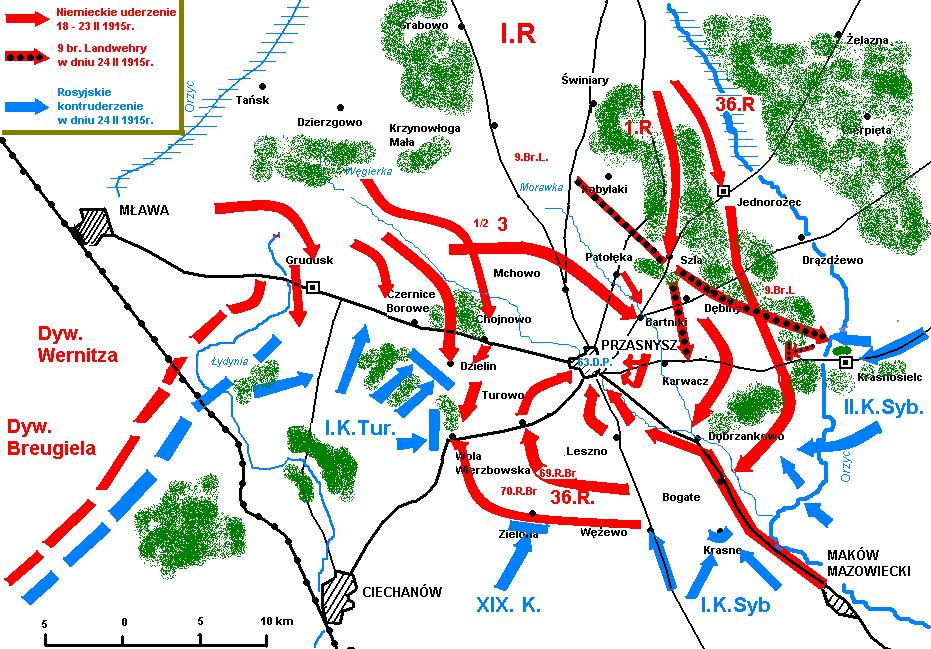
Мапа боїв за Прасниш з 18 до 24 лютого 1915 року

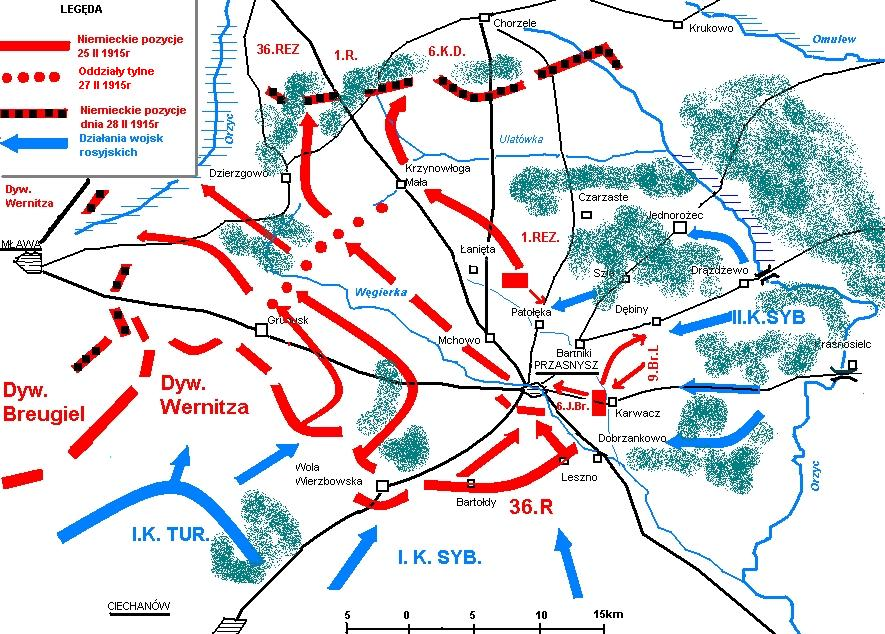
Мапа боїв за Прасниш з 25 до 28 лютого 1915 року

### Хід битви
17 лютого почався наступ лівого флангу групи генерала Гальвица. 1-й німецький резервний корпус зосередився під Хожеле. Праворуч від нього діяв корпус генерала Цастрова.
17 і 18 лютого німці незначно просунулися вперед на цьому фланзі. Обхідна група генерала Штаабса дійшла до р. Оржиця, проте не змогла захопити переправу на схід від Єднорожця, яка оборонялася росіянами. Головнокомандувач німецьким східним фронтом вважав удар на схід від Прасниша більш дієвим для його захоплення і віддав директиву на перехід у наступ в обхід Прасниша. 18 лютого, виконуючи наказ, генерал Гальвиц наказав командиру 1-го резервного корпусу обійти Прасниш зі східного напрямку та 20 лютого атакувати російський 1-й Туркестанський корпус з правого флангу та в тил. Із заходу діяла правофлангова дивізія корпусу генерала Цастрова.
20 лютого 1-й резервний корпус обійшов Прасниш із сходу й південного сходу і, не зустрічаючи значного опору з боку російських військ, вирушив фронтом на захід.
Тим часом, командувач російської 1-ї армії генерал Литвинов О. І. вважав, що головним напрямком є його лівий фланг, і рішучих заходів по ліквідації удару німців на Праснишському напрямку не вживав. В результаті бою російські частини були відкинуті з передових позицій.
Таким чином, тільки тоді, коли Прасниш вже був обійдений і, по суті, оточений, і наступ німецьких військ досяг повного розмаху, генералу Литвинову довелося відмовитися (і то під тиском зверху) від свого плану і діяти згідно з обстановкою, що виникла.
До 22 лютого німецька дивізія генерала Верница вийшла на шосе Млава, Прасниш східніше ґміни Ґрудуськ; 36-та резервна дивізія до кінця дня зайняла Воля-Вежбовська і відрізала російським частинам, котрі оборонялися в Прасниші, шляхи відходу на Цеханов.
23 лютого кільце навколо Прасниша зімкнулося. Одночасно німці атакували Прасниш і оволоділи південною околицею міста і казармами, які перебували у східній його частині. Гарнізон Прасниша — російська 63-тя піхотна дивізія — вперто оборонявся, однак до ранку 24 лютого гарнізон склав зброю.
Тим часом до місця бою, до Прасниша, вирушали 2 російських корпуси: 2-й Сибірський зі сходу і 1-й Сибірський з півдня. Корпуси до 20 лютого закінчили перекидання залізницею і зосередилися в районі Острів і Сероцьк. Однак дії цих корпусів не були узгоджені, це було наслідком того, що 2-й Сибірський корпус був підпорядкований командувачу 12-ї армії, а 1-й Сибірський корпус — командувачу 1-ї армії. До кінця 23 лютого частини 1-го і 2-го Сибірських корпусів знаходилися приблизно в 18 км від Прасниша.
З ранку 25 лютого генерал фон Гальвиц, отримавши розвідувальні дані про наближення 1-го і 2-го Сибірських корпусів, віддав наказ своїм військам перейти до оборони.
25 лютого частини 1-го і 2-го Сибірських корпусів перейшли в наступ. Під тиском 1-го Сибірського корпусу 36-та резервна дивізія німців почала відходити. За день корпус просунувся на 6 км і підійшов на відстань 8 км на південь від Прасниша. 1-й Туркестанський корпус своїм правим флангом просунувся на лінію Зелена, Воля-Вежбовська. 2-й Сибірський корпус нічною атакою зломив опір 9-й ландверної бригади і наблизився до Прасниша на 5 км.
До кінця 26 лютого частини 2-го Сибірського корпусу вийшли на лінію Кусково, Бартники, Завадки, і, навичаючи на фланзі, почали погрожувати тилу 1-го резервного корпусу.
1-й Сибірський корпус нічною атакою оволодів Добжанково (в 6 км на південний схід від Прасниша), захопивши велику кількість полонених (близько 2000 осіб) і 20 гармат. 1-й Туркестанський корпус атакував у стик 36-ю резервну дивізію і дивізію генерала Верница на ділянці Зелена, Лаґуни і підійшов до західних підступів Прасниша.
О 15:00 27 лютого командир 2-го Сибірського корпусу отримав директиву зі штабу армії про атаку Прасниша. Атака міста почалася різночасно. О 15:30 частини 1-ї Сибірської дивізії 1-го Сибірського корпусу увірвалися на східну околицю Прасниша і захопили багато полонених. О 10:00 4-та Сибірська дивізія 2-го Сибірського корпусу атакою з півночі, сходу і півдня увірвалася в Прасниш і також захопила 1 500 осіб полоненими і трофеї. До 19:00 27 лютого Прасниш був очищений від німецьких військ.
Водночас, через погано організовану взаємодію переслідування розбитих кайзерівських частин організовано не було. Кінні групи, додані Сибірським корпусам, не отримали конкретних завдань і фактично залишалися у другому ешелоні. Це дозволило противнику відірватися від російських військ і організувати планомірний відхід у північно-західному напрямку.
Німецькі війська, зумівши відірватися від переслідуючих російських частин, відійшли до Хожеле на укріплені позиції, де і зупинилися. Російські війська, із запізненням підійшовши до цих позицій, намагалися атакувати їх, але марно. Розвідка німецьких позицій, артилерійська підготовка не були проведені, війська перейшли в атаку непідготовленими — все це і визначило її неуспіх.
7 березня німецькі війська знову повели наступ проти частин 2-го Сибірського корпусу і відтіснили російські війська майже до Прасниша. Для протидії цьому наступу був направлений 23-й армійський корпус, який розгромив лівий фланг групи генерала фон Гальвица і відновив положення. Німецькі частини знову відійшли до Млаві і Хожеле. Бої на цьому фронті поступово почали приймати затяжний характер і до половині березня зовсім вщухли.
До кінця березня Праснишська операція закінчилася. В результаті війська Північно-Західного фронту відкинули німців на Середньому Немані і річках Бобр і Нарев до вихідних позицій. Жодна зі сторін визначеної на початку битви цілі не досягла.